# جن‌زده (فیلم ۲۰۱۳)
جن‌زده (به انگلیسی: Haunter) فیلمی محصول سال ۲۰۱۳ و به کارگردانی وینچنزو ناتالی است. در این فیلم بازیگرانی همچون ابیگیل برسلین، پیتر اوتربریج، میشل نولدن، استیون مک‌هتی، سامانتا واینستین، دیوید هیولت و سارا مانینن ایفای نقش کرده‌اند.